# Festuca guestfalica
Festuca guestfalica är en gräsart som beskrevs av Clemens Maria Franz von Boenninghausen och Heinrich Gottlieb Ludwig Reichenbach. Festuca guestfalica ingår i släktet svinglar, och familjen gräs. Inga underarter finns listade i Catalogue of Life.